# دانشگاه پرزیدنسی، چنای

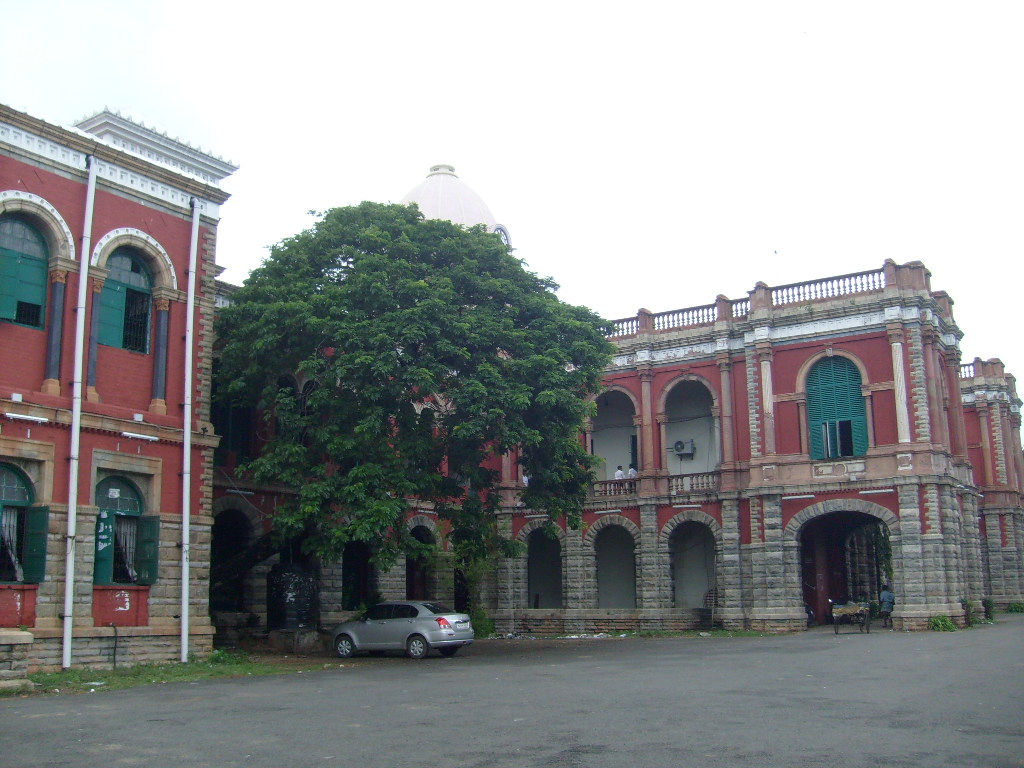
ساختمان اصلی دانشگاه پرزیدنسی (ریاست جمهوری)، چنای.

دانشگاه پرزیدنسی «دانشگاه ریاست جمهوری» یک دانشگاه هنری، بازرگانی است که در شهر چنای در تامیل نادو، هند قرار دارد. در سال ۱۸۴۰، این مدرسه به عنوان مدرسه مقدماتی تأسیس شد و سپس به عنوان دبیرستان تغییر یافت و کم‌کم با افزایش دوره‌ها به عنوان دانشگاه فعالیت خود را ادامه داد. زمانی که دانشگاه مدرس در سال ۱۸۵۷ تأسیس شد، به کالج ریاست جمهوری وابسته شد.
در سال ۱۸۷۰، دانشگاه پرزیدنسی به مکان فعلی خود در کاماراج سالایی، روبروی ساحل مارینا نقل مکان کرد.
دانشگاه ریاست جمهوری یکی از قدیمی‌ترین دانشگاه‌های هنری دولتی در هند است. این دانشگاه یکی از دو دانشگاه ریاست جمهوری است که توسط بریتانیایی‌ها در هند تأسیس شده‌است، دانشگاه دیگرکالج ریاست جمهوری کلکته است.

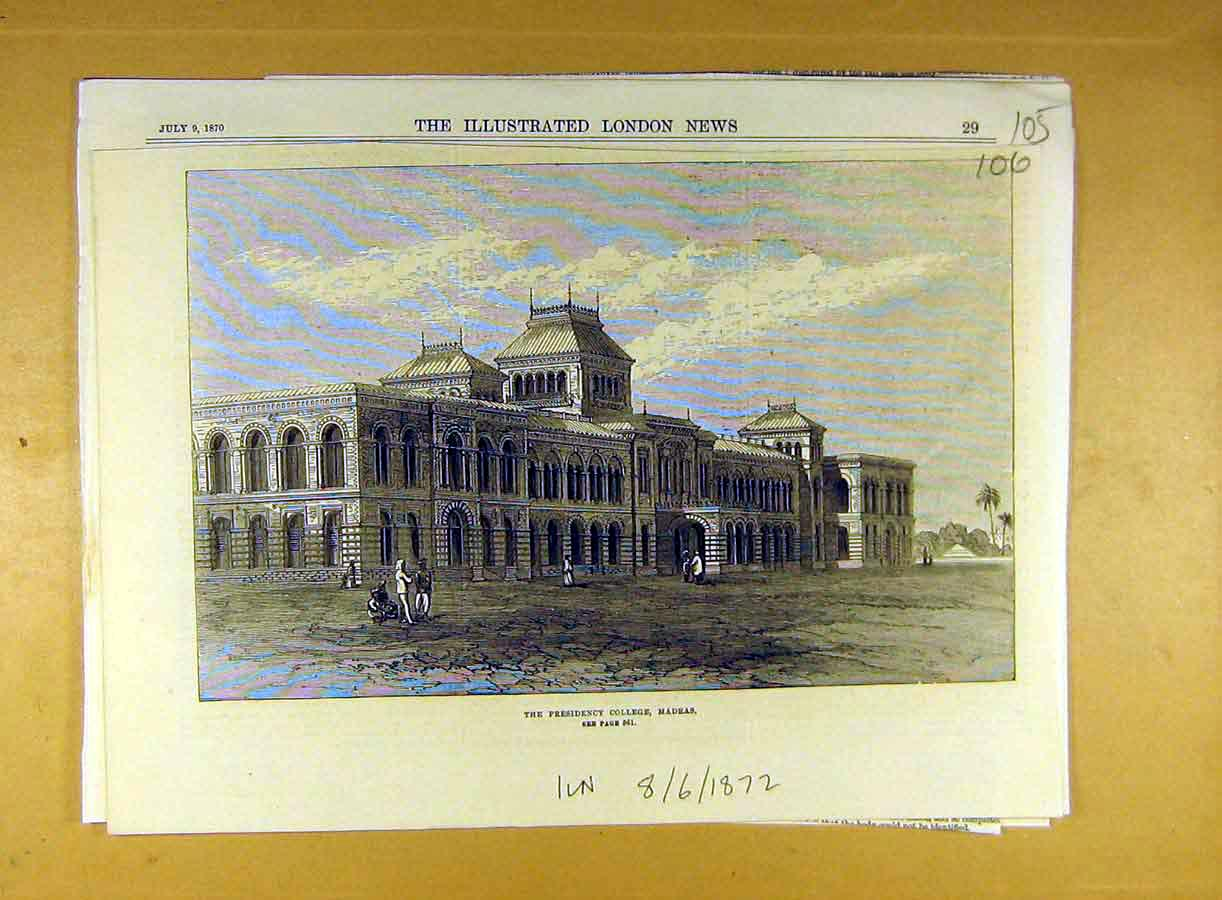
عکس تاریخی از دانشگاه

در سال ۱۸۷۰، کالج به مکان فعلی خود در کاماراج سالایی، روبروی ساحل مارینا نقل مکان کرد.